# Heavy D
Dwight Arrington Myers (Mandeville, Jamaica, 1967. május 2. – 2011. november 8.) ismertebb nevén Heavy D jamaicai születésű amerikai rapper, zenész, producer, énekes, zenész, színész. Egykori vezetője a Heavy D & The Boyz formációnak. A csapat a legnagyobb sikereket a 90-es években érte el. Nyolc stúdióalbumot jelentetett meg zenekara.

## Élete
Myers 1967. május 24-én született Mandeville-ben, Jamaicában. A család a korai 70-es években költözött New Yorkba. Myers ott nevelkedett. A 80-as évek végén megalapította a Heavy D & The Boyz formációt, és aláírt egy lemezszerződést az Uptown Records-szal. Ő volt a frontembere a zenekarnak, és rappere, Eddie F pedig az üzleti partnere. A másik két tag T-Roy, és G-Wiz voltak. A debütáló Living Large című album 1987-ben jelent meg, és sikeres volt.
Táncosai T-Roy "Trouble T" és Roy Dixon 1990. július 15-én vesztették életüket Indianapolisban. A csapat második nagylemeze a Peaceful Journey, és az arról megjelent kislemez az Over You, mely az ő emléküknek tiszteleg. A dal azóta hiphop klasszikusnak számít.
Heavy D még több hírnevet szerzett magának, rappelt Michael Jackson Jam című slágerében, valamint Janet Jackson Alright című dalában a rapbetét is az ő munkája. Harmadik albuma Nuttin’ But Love címmel jelent meg. Az 1990-es években ő lett az elnöke az Uptown Records-nak. Ezidáig nem volt példa erre, így ő az első rapper, aki ezt a megtiszteltetést megkapta, és Mary J. Blige karrierjét is ő egyengette, valamint a Soul for Real fiúegyüttes sorsát is egyengette, majd kiadta lemezüket Candy Rain címmel. Később az Univeral Music alelnöke lett.

## Halála
Heavy D első és utolsó élő adása a 2011-es BET Hip Hop Awards-on volt. Myers 9 nappal később 2011. november 8-án halt meg tüdőembóliában Los Angelesben 44 évesen. A halottkém megállapítása során kiderült, hogy mélyvénás trombózist kapott a lába, és szívbetegségben is szenvedett. MC Hammer így nyilatkozott halála után: „Sok időt töltöttünk együtt, arany szíve volt, és része volt a mi boldogságunknak.”

## Filmográfia
- Who's the Man? (1993)
- New Jersey Drive (1995)
- B*A*P*S (1997)
- The Cider House Rules (1999)
- Life (1999)
- Big Trouble (2002)
- Larceny (2004)
- Step Up (2006)
- Tower Heist (2011)

## Televíziós szereplései
- A Different World episode "Delusions of Daddyhood"
- Roc (recurring)
- Living Single (recurring)
- Boston Public
- The Fresh Prince of Bel Air, 2 episodes: "Someday Your Prince Will Be In Effect
- The Tracy Morgan Show
- Bones
- Tyler Perry's House of Payne episode "Dream Girls"
- Law & Order: Special Victims Unit episode "Personal Fouls"
- Yes, Dear

## További információ
- Heavy D a Facebookon
- Heavy D a PORT.hu-n (magyarul)
- Heavy D az Internet Movie Database-ben (angolul)
- Heavy D a Rotten Tomatoeson (angolul)